# Passo di Gaina
Il passo di Gaina, o della Gaina o della Gallina (senza nome sulla cartografia ufficiale francese), è un valico pedonale delle Alpi liguri situato a 2.357 m s.l.m. sul confine italo-francese.

## Descrizione

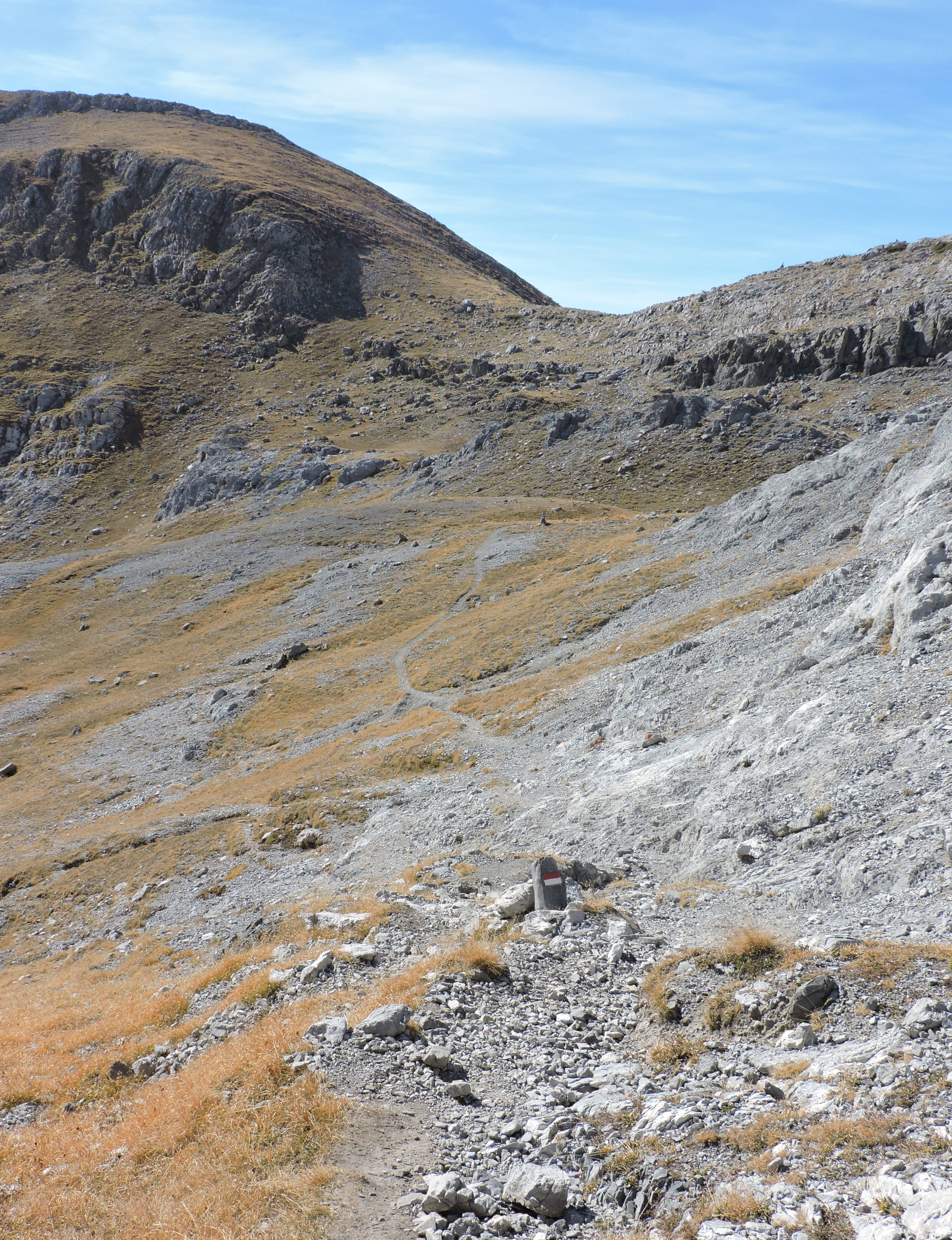
Il passo visto dall'Italia

Il colle si apre tra la Cima di Gaina (a sud-ovest) e la Punta Marguareis, ed è collocato sullo spartiacque della catena principale alpina. Amministrativamente il punto di valico è situato tra il comune italiano di Briga Alta (CN) e una exclave del comune francese di La Brigue (FR-06). Idrograficamente divide le alte valli del Tanaro (bacino padano, a est) e della Roia (bacino del mar Ligure, a ovest). A breve distanza dal colle, sul versante padano, sorge il rifugio Don Barbera.

## Storia
Il colle, un tempo appartenente completamente all'Italia, è oggi diviso tra Italia e Francia: a seguito dell'applicazione del trattato di Parigi il confine tra le due nazioni passa infatti per il Passo della Gaina.

## Accesso
Il passo è raggiungibile per sentiero dal Colle dei Signori. Dal punto di valico dal sentiero principale si stacca verso sinistra una via d'accesso diretta al Marguareis, mentre su quest'ultimo transita la via via normale per la cima della montagna.